# Tmeticus vulcanicus
Tmeticus vulcanicus là một loài nhện trong họ Linyphiidae.
Loài này thuộc chi Tmeticus. Tmeticus vulcanicus được miêu tả năm 2001 bởi Kendo Saito & Ono.